# 圣白芭蕾小堂 (梅拉诺)

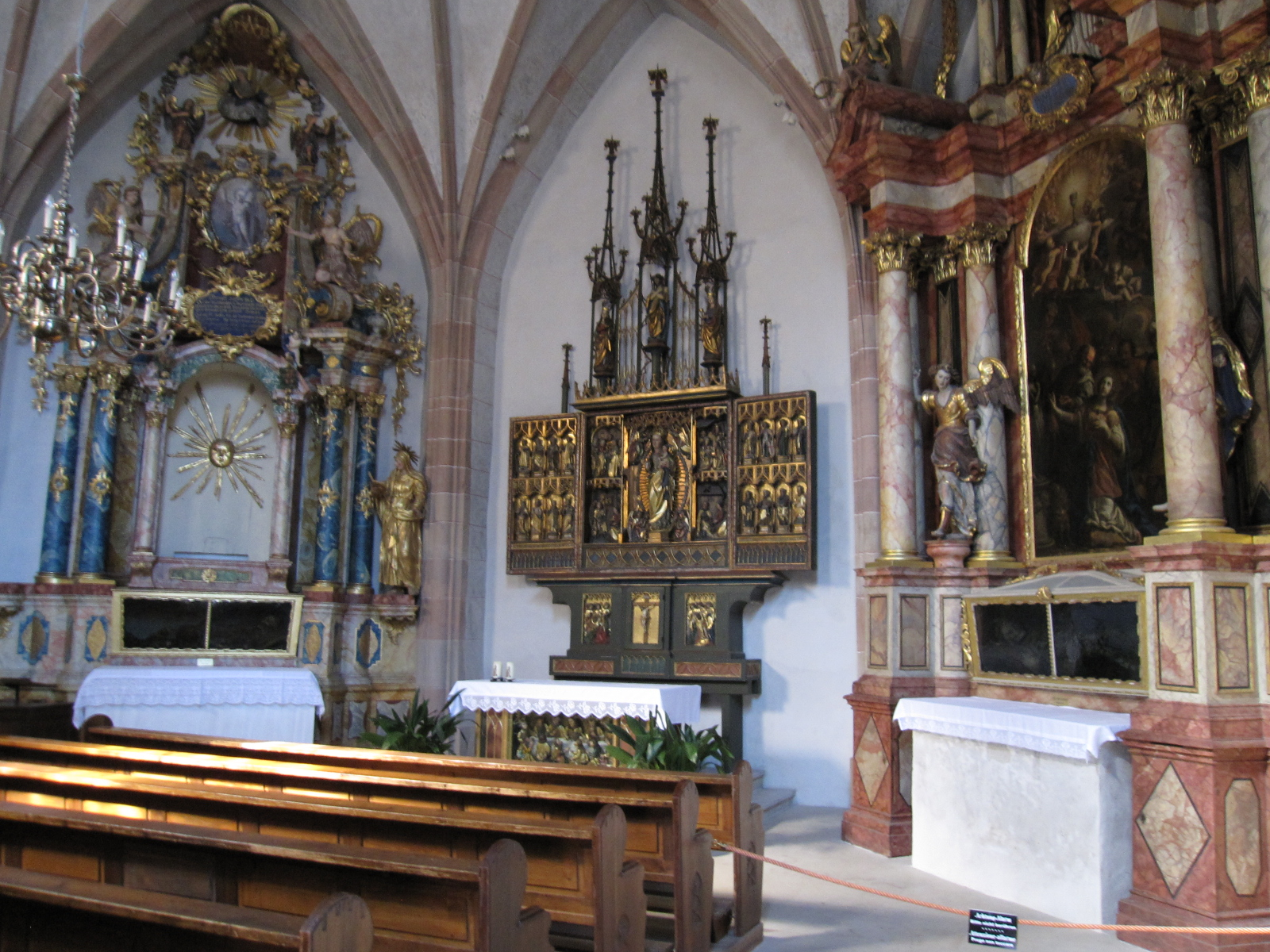
内部

圣白芭蕾小堂 (德語：St.-Barbara-Kapelle)是一个罗马天主教小堂，位于意大利北部特伦蒂诺-上阿迪杰大区博尔扎诺-上阿迪杰自治省的梅拉诺。
圣白芭蕾小堂位于圣尼各老堂的后面，其平面布局为八角形，建筑师汉斯·冯·伯格豪森在1450年建造，他还设计了医院教堂。
几个世纪以来，圣白芭蕾小堂一直作为该镇的埋葬小堂，直到1848年墓地迁往他处。
地下室用作藏骨堂，而主楼层则用于宗教仪式和祈祷。它设有许多木制的柱子和一个哥特式木制祭坛, 两侧的两个祭坛是巴洛克时期的。门外有一幅画描绘的是聖基道霍。